# Пасіч Євгеній Анатолійович
Євгеній Анатолійович Пасіч (нар. 13 липня 1993, Дніпродзержинськ, Дніпропетровська область, Україна) — український футболіст, правий захисник «Оболоні».

## Біографія
Народився 13 липня 1993 року в місті Дніпродзержинськ. У ДЮФЛУ захищав кольори дніпродзержинського «Енергоюніора» (2006) та дніпропетровського «Інтера» (2006—2010).
У 2011 році підписав свій перший професіональний контракт, із дніпропетровським «Дніпром», але в складі головної команди дніпрян не зіграв жодного матчу. У сезоні 2010/11 років виступав у друголіговому фарм-клубі дніпропетровців, «Дніпрі-2». У складі другої команди дніпропетровців дебютував 24 липня 2010 року в програному домашньому матчі (0:1) 1-го туру групи Б другої ліги чемпіонату України проти донецького «Олімпіка». У тому поєдинку Євгеній вийшов на поле на 72-й хвилині, замінивши Ігоря Блінова. Першим голом у професіональній кар'єрі відзначився 8 жовтня 2010 року в програному виїзному матчі (1:2) 12-го туру другої ліги проти донецького «Олімпіка». Пасіч вийшов на поле 46-й хвилині замість Ігоря Блінова, а на 69-й хвилині відзначився голом. Загалом у футболці «Дніпра-2» провів 19 матчів та відзначився 1 голом. У складі юніорської та молодіжної команд «Дніпра» зіграв 67 матч та відзначився 6 голами.
У січні 2014 року на правах оренди перейшов до «Нафтовика-Укрнафти». По завершенні сезону підписав повноцінний контракт з охтирською командою. У складі «Нафтовика» дебютував 5 квітня 2014 року в переможному (2:0) виїзному матчі 22-го туру першої ліги чемпіонату України проти армянського «Титана». Євгеній вийшов на поле на 68-й хвилині, замінивши Романа Світличного. Дебютним голом у футболці охтирської команди відзначився 18 травня 2014 року в домашньому матчі 28-го туру першої ліги чемпіонату України проти алчевської «Сталі». Поєдинок завершився з рахунком 2:2. Є. Пасіч вийшов у стартовому складі, а на 60-й та 64-й хвилинах відзначився забитими м'ячами. Загалом у футболці охтирської команди в чемпіонатах України зіграв 83 матчі та відзначився 5-ма голами.
Влітку 2017 року разом зі своїм братом Геннадієм перейшов до складу новачка Прем'єр-ліги рівненського «Вереса», у складі якого дебютував у українському елітному дивізіоні. На початку наступного року перейшов разом з братом в інший клуб Прем'єр-ліги «Олімпік» (Донецьк). Дебютував за донеччан в матчах УПЛ 18 лютого 2018 року у матчі 20-го туру проти київського «Динамо» (0:1). Перший гол за «Олімпік» в рамках УПЛ забив в сезоні 2018/19 у 4 турі у ворота ФК «Львів» (1:1).
У червні 2021 року на правах вільного агента приєднався до рівненського «Вереса», за який уже виступав у 2017 році, підписавши контракт на два роки.

## Досягнення
«Дніпро-1»:
 Срібний призер Української прем'єр-ліги: 2022/23
 «Металіст 1925»:
 Бронзовий призер Першої ліги України: 2024/25

## Статистика виступів
| Команда             | Сезон                          | Турнір                         | І  | Г |
| ------------------- | ------------------------------ | ------------------------------ | -- | - |
| «Дніпро-2»          | 2010-2011                      | 2 ліга                         | 20 | 1 |
| «Дніпро»            | 2011-2013                      | УПЛ                            | 0  | 0 |
| «Нафтовик-Укрнафта» | 2013-2014                      | 1 ліга                         | 8  | 2 |
| «Нафтовик-Укрнафта» | 2014-2015                      | 1 ліга                         | 26 | 1 |
| «Нафтовик-Укрнафта» | 2015-2016                      | 1 ліга                         | 21 | 0 |
| «Нафтовик-Укрнафта» | 2016-2017                      | 1 ліга                         | 28 | 2 |
| «Нафтовик-Укрнафта» | Загалом за «Нафтовик-Укрнафта» | Загалом за «Нафтовик-Укрнафта» | 83 | 5 |
| «Верес»             | 2017-2018                      | УПЛ                            | 11 | 1 |
| «Олімпік»           | 2017-2018                      | УПЛ                            | 9  | 0 |
| «Олімпік»           | 2018-2019                      | УПЛ                            | 24 | 4 |
| «Олімпік»           | 2019-2020                      | УПЛ                            | 19 | 1 |
| «Олімпік»           | 2020-2021                      | УПЛ                            | 23 | 0 |
| «Олімпік»           | Загалом за «Олімпік»           | Загалом за «Олімпік»           | 75 | 5 |
| «Верес»             | 2021-2022                      | УПЛ                            | 14 | 1 |

- УПЛ: 100 матчів, 7 голів
- 1 ліга: 83 матчі, 5 голів
- 2 ліга: 20 матчів, 1 гол

## Особисте життя
Має брата-близнюка Геннадія Пасіча, який також є професійним футболістом.